# Kisii (distrikt)
Kisii är ett av Kenyas 71 administrativa distrikt, och ligger i provinsen Nyanza. Huvudorten är Kisii. Bland andra orter finns Kiamokama.